# Café Flesh
Café Flesh ist ein Pornofilm mit New-Wave-Ästhetik der 1980er Jahre.

## Inhalt
Fünf Jahre nach einer nuklearen Katastrophe hat die ionisierende Strahlung die Menschen in zwei Lager gespalten: Sex-Negative und Sex-Positive. Die Negativen sind 99 Prozent der Überlebenden, die zwar ein dringendes Verlangen nach Sex haben, doch die bei jeder sexuellen Handlung Schmerzen verspüren und krank werden. Die Minderheit, die Positiven, kann ohne Einschränkungen Sex haben und vergnügt sich im „Café Flesh“. In diesem Café leiden die Negativen unter den erotischen Darbietungen. 
Lana hat sich, obwohl sie eigentlich sex-positiv ist, für ein Leben als Negative entschlossen, um an der Seite ihres sex-negativen Mannes leben zu können. Als sie im Café Flesh mit realem Sex konfrontiert wird, beginnt sie sich zu verändern.

## Auszeichnungen
- 1984: AVN Award: Best Art Direction-Film

## Wissenswertes
- Der Regisseur Stephen Sayadian arbeitete als Art Director in der Werbung und gestaltete Film-Plakate zu Hollywood-Filmen wie „Dressed to Kill“ von Brian De Palma und ging laut Kritikern in die Geschichte des Sexfilmes ein, weil er für denkende Menschen Pornofilme drehte. Sein Werk umfasst etwa fünf in synthetischer Studio-Atmosphäre abgedrehte Filme, die überladen sind mit versteckten Metaphern und Symboliken.[1]
- Das B-Movie-Starlet Michelle Bauer spielt mit.
- Es gibt zwei weitere Teile des Films (Cafe Flesh 2 und 3), die 1999 und 2003 von dem Regisseur Antonio Passolini gedreht wurden.[2]
- Der Film belegt Platz 17 auf der Liste der „101 Greatest Adult Tapes of All Time“ von Adult Video News.[3]